# Lista de bairros de Itaguaí

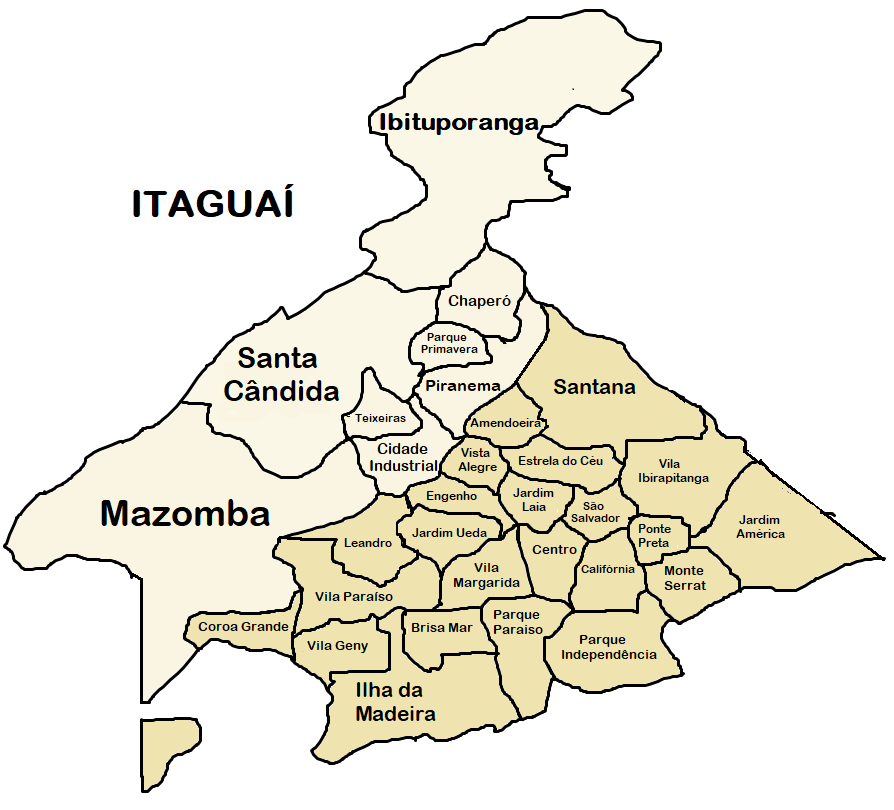
Bairros de Itaguaí

Esta é uma lista de bairros do município de Itaguaí.

## Bairros
- Califórnia
- Centro
- Chaperó
- Coroa Grande
- Engenho[2]
- Estrela do Céu
- Ibituporanga (Caçador)
- Ilha da Madeira
- Jardim América[2]
- Mazomba
- Santana
- Vila Geny
- Vila Margarida[2]
- Vila Ibirapitanga
- Piranema
- Parque São Jorge
- Distrito Industrial[3]